# Брилевський Василь Антонович
Василь Брилевський (псевдо: «Боровий», «Босий») (1915, с. Середпільці, Радехівський район, Львівська область — 19 червня 1945, с. Кліщівна, Рогатинський район, Івано-Франківська область) — український військовик, майор УПА, командир загону ім. Хмельницького у ВО «Заграва», начальник вишкільного відділу КВШ УПА-Захід.
Лицар Срібного Хреста Бойової Заслуги 2-го класу.

## Життєпис
Народився у 1915 році в селі Середпільці (тепер Радехівського району Львівської області).
Член ОУН з 1930-х років. Учасник II-го Великого Збору ОУНР в Кракові. У 1941 чотовий батальйону «Нахтігаль». Протягом 1941—1942 поручник батальйону «Шуцманшафт». У січні 1943 року заарештований гестапо у Львові, однак зумів втекти.
Вступає до УПА, інструктор старшинських і підстаршинських шкіл. Із січня 1944 сотник, начальник вишкільного відділу КВШ УПА-Захід. У цьому ж 1944 обіймав посаду керівника ланки інструкторів старшинської школи УПА «Олені». 15 жовтня 1944 року був поранений під час нападу більшовиків на школу, але зумів вирватись із оточення.
Загинув 19 червня 1945 у селі Кліщівна на Рогатинщині.

## Нагороди
- Згідно з Наказом Головного військового штабу УПА ч. 1/45 від 25.04.1945 р. сотник УПА Василь Брилевський — «Боровий» нагороджений Срібним хрестом бойової заслуги УПА 2 класу.

## Вшанування пам'яті
- 14.10.2017 р. від імені Координаційної ради з вшанування пам'яті нагороджених Лицарів ОУН і УПА у м. Радехів Львівської обл. Срібний хрест бойової заслуги УПА 2 класу (№ 004) переданий Марії Дідух, племінниці Василя Брилевського — «Борового».